# John E. Rankin

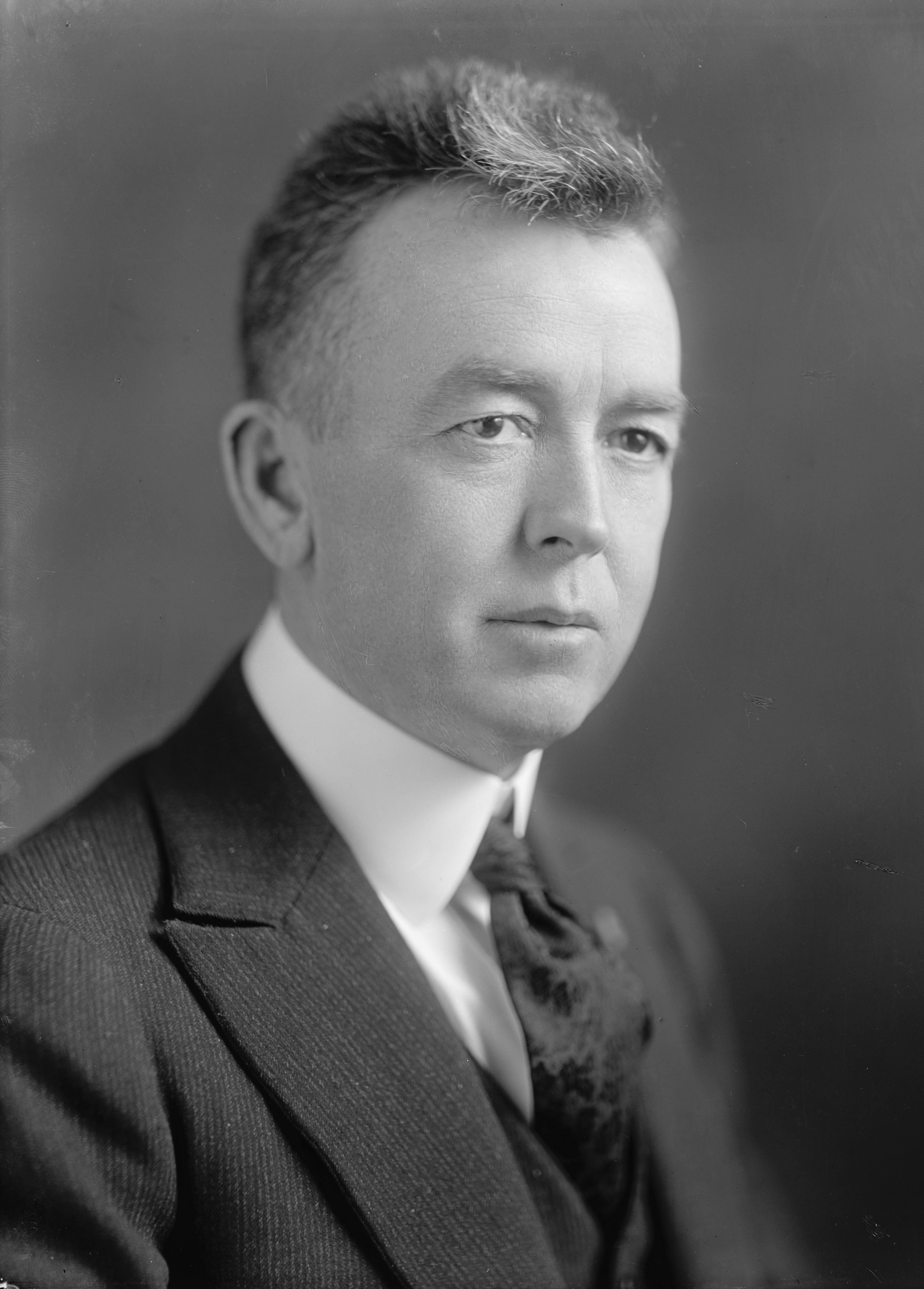
John E. Rankin

John Elliott Rankin (* 29. März 1882 bei Bolanda, Itawamba County, Mississippi; † 26. November 1960 in Tupelo, Mississippi) war ein US-amerikanischer Politiker der Demokratischen Partei.

## Leben
Rankin wurde 1920 für den ersten Kongresswahlbezirk von Mississippi erstmals ins US-Repräsentantenhaus gewählt und gehörte dann dem Kongress vom 4. März 1921 bis zum 3. Januar 1953 (67. bis 82. Kongress) in ununterbrochener Folge an. Als Vorsitzender des Committee on World War Veterans’ Legislation (72. bis 79. Kongress) sowie des Committee on Veterans’ Affairs (81. und 82. Kongress) setzte er sich mit Edith Nourse Rogers (Repr./Rep./Massachusetts/Vorsitzende des Committees während des 80. Und 83. Kongresses) für die Verbesserung der sozialen Lage der Veteranen der US-Streitkräfte ein – unter anderem G. I. Bill of Rights. Gemeinsam mit George W. Norris (Senator/Rep./Nebraska) war Rankin einer der Hauptinitiatoren des Gesetzes aus dem Jahre 1933, das die Tennessee Valley Authority (TVA) begründete.
Es war dann vor allem auf Rankins Einsatz zurückzuführen, dass das House Un-American Activities Committee (HUAC) (Komitee für unamerikanische Umtriebe) 1945 nicht – wie beabsichtigt – aufgelöst, sondern in einen permanenten Ausschuss umgewandelt wurde.
Rankins Mitwirkung als herausragendes Mitglied des HUAC ließ den Ausschuss zu einem der maßgeblichen Instrumente werden, mit denen die hysterischen Verfolgungen der so genannten McCarthy-Ära durchgeführt wurden.

### Frühe Jahre
Rankin wurde am 29. März 1882 in der Nähe von Bolanda, Itawamba County, Mississippi als Sohn von Thomas Braxton Rankin und dessen Frau Modest (geb. Rutledge) geboren. Nach dem Besuch der Highschool studierte er Rechtswissenschaften an der University of Mississippi in Oxford. 1910 erlangte er seinen Abschluss, wurde als Anwalt zugelassen und eröffnete eine Anwaltskanzlei in West Point, Clay County, Mississippi. Noch im selben Jahr zog er nach Tupelo, wo er wiederum eine Anwaltskanzlei eröffnete. Von 1911 bis 1915 war er als Bezirksstaatsanwalt im Lee County tätig, schrieb daneben auch Artikel für Zeitungen. Als die Vereinigten Staaten in den Ersten Weltkrieg eintraten, meldete sich Rankin zu den US-Streitkräften. Nachdem er aus dem Krieg zurückgekehrt war, heiratete er am 1. Oktober 1919 Annie Laurie Burrous.

### Kongressabgeordneter
Im Jahre 1920 wurde Rankin im 1. Wahlbezirk von Mississippi als Abgeordneter der Demokratischen Partei ins US-Repräsentantenhaus gewählt (67. Kongress). Er wurde insgesamt 15 Mal wiedergewählt und gehörte dem Kongress vom 4. März 1921 bis zum 3. Januar 1953 (67. bis 82. Kongress) in ununterbrochener Folge an.

#### Wahlsiege unter Ausschluss afroamerikanischer Wähler
Rankins fortwährende Wahlerfolge sind vor dem Hintergrund der in den Südstaaten der USA damals vorherrschenden Wahlverhältnisse zu sehen. Nach dem Ende des Bürgerkriegs wurden den Afroamerikanern – nun freien Bürger – durch mehrere Zusatzartikel zur amerikanischen Verfassung (Amendments) die verfassungsmäßigen Rechte zugesichert. Der 13. Zusatzartikel zur Verfassung der Vereinigten Staaten (von 1865) hob die Sklaverei auf, der 14. (von 1868) erweiterte den Schutz der Bürgerrechte auf alle Rassen, und der 15. (von 1870) sicherte ihnen die Wahlrechte zu. Die bis dahin in den Südstaaten vorherrschenden weißen Amerikaner waren demgegenüber bestrebt, die in diesen Staaten vielfach örtlich die Mehrheit bildenden bisherigen Sklaven von den Wahlen und somit auch von Regierungsämtern auszuschließen, um die „White Supremacy“ (die „Überlegenheit der weißen Rasse“) auf diesem Wege sowie durch zahlreiche andere Gesetze, so genannte Jim-Crow-Gesetze, aufrechtzuerhalten. In die Verfassungen der einzelnen Südstaaten der USA wurden so in den 1890er Jahren verschiedene Klauseln zum Wahlvorgang eingefügt, deren systematische Anwendung Afroamerikaner von den Wahlen in der Praxis ausschloss.
Poll Tax (Wahlsteuer), der Literacy test (Bildungstest), die Grandfather Clause (Großvaterrechte), dann die so genannten White Primaries („Weiße Vor-Wahlen“) waren die hauptsächlich angewandten Mittel, die weiße Minderheit politisch an der Macht zu halten. Reichte dies nicht aus, wurden andere Möglichkeiten genutzt, Afroamerikaner von den Wahlurnen fernzuhalten, z. B. durch wirtschaftlicher Druck, wenn etwa Farmpächtern gedroht wurde, sie müssten, sollten sie ihr Wahlrecht ausüben, ihre Höfe verlassen, Angestellten und Lehrern die Entlassung in Aussicht gestellt wurde. Nicht zuletzt wurde auch nackte Gewalt angewandt.

#### Poll Tax
Die poll tax verlangte von jedem Bürger, dass er für die Ausübung seines Wahlrechts eine Wahl-Steuer zahlte. Da das durchschnittliche Einkommen der Afroamerikaner zu dieser Zeit jedoch weit unter dem Einkommen der weißen Amerikaner lag (nur rund 40 %), bildete diese Kopfsteuer für schwarze Wähler meist schon ein nicht zu überwindendes Hindernis.

#### Literacy Test
Der Literacy test wurde für afroamerikanische Wähler oft zur unüberwindlichen Hürde und schloss bereits ca. 60 Prozent der schwarzen Wähler von den Wahlen aus. Meist wurde ihnen vom Registrierbeamten – der durchweg weißer Hautfarbe war – eine komplizierte Passage der Verfassung Mississippis vorgelegt, die sie vorlesen und erklären sollten. Darüber hinaus mussten sie einen ganzen Katalog von Fragen „zur vollsten Zufriedenheit des Registrierbeamten“ beantworten. Die weißen Registrierbeamten fanden immer irgendeinen Grund, zu behaupten, der Wähler habe unzureichende Antworten gegeben. In vielen Fällen wurde nicht mal ein Grund angegeben.

#### „White Primaries“
Um die Jahrhundertwende wurden fast alle politischen Ämter in Mississippi von Vertretern der Demokratischen Partei eingenommen. Die Republikanische Partei spielte in Mississippi (ebenso wie in den anderen Südstaaten) eine derart unwichtige Rolle, bzw. die Demokratische Partei war so dominant, dass die Wahlentscheidung schon bei den Primaries dieser Partei fiel, der folgende Endwahlkampf nurmehr eine reine Formsache war. Ein Ausschluss von den Primaries war somit gleichbedeutend mit dem Ausschluss vom gesamten Wahlvorgang. 1902 verabschiedete die Regierung in Mississippi ein Gesetz, das politische Parteien als private Organisationen definierte. Die Demokratische Partei war danach eine reine Privatveranstaltung, nicht mehr vom 15. Zusatzartikel zur Verfassung der Vereinigten Staaten betroffen und schloss Afroamerikaner von ihren Primaries aus. Erst nachdem der Supreme Court in seiner Entscheidung vom 3. April 1944 (Smith v. Allwright) (321 U.S. 649), die Regelung der „White Primaries“ als ganz eindeutig verfassungswidrig eingestuft hatte, da aufgrund des/der Gewichts/Bedeutung der Primaries, bereits diese Vor-Wahlen als integraler Teil des (gesamten) Wahlvorgangs gesehen werden müssten und aus diesem Grund schwarze Amerikaner hiervon auch nicht ausgeschlossen werden dürften, war es Afroamerikanern überhaupt erst möglich an Wahlen teilzunehmen.
Der Anteil der Afroamerikaner an der Bevölkerung Mississippis beträgt gegenwärtig rd. 36 % (Höchster Anteil aller Bundesstaaten). Die Teilnahme der schwarzen Amerikaner an den Wahlen in Mississippi nahm nach der Entscheidung des Supreme Court zwar zu, eine tatsächliche Wende trat aber erst nach der Verabschiedung des Voting Rights Acts im Jahre 1965 ein, wie eine Untersuchung des United States Department of Justice Civil Rights Division  Voting Section zeigt (Voter Registration Rates – 1965 vs. 1988). Hatten sich im März 1965 nicht mehr als 6,5 % aller afroamerikanischen Wähler in Mississippi registrieren lassen, so wuchs der Anteil bis 1988 auf 74,2 %.
Diese Rahmenbedingungen setzen die Wahlsiege Rankins demgemäß in eine andere Perspektive. Schon 1948 kommentierte Albert E. Kahn in Treason in Congress die Wahlerfolge Rankins mit folgenden Worten:
„Since 1920, Rankin has been consistently elected to office by approximately 4 per cent of the electorate of his Congressional District, in which American citizens who are Negroes are deprived of the right to vote. Widespread illiteracy, extreme poverty and the poll tax are other factors that have helped keep Rankin in Congress.“
(„Seit 1920 wird Rankin beständig von etwa 4 Prozent der Wähler seines Kongress-Wahlbezirks ins Amt gewählt. Weit verbreitetes Analphabetentum, extreme Armut, die Wahlsteuer sind weitere Faktoren, mit denen Rankin sich im Kongress halten konnte.“)

### Rückzug aus der Politik
1952 verlor Mississippi aufgrund des Zensus von 1950 und dem darin konstatierten Bevölkerungsrückgang einen Kongresswahlbezirk. Der 1. und der 4. Wahlbezirk wurden daraufhin zusammengelegt und die beiden bis dahin in den beiden Wahlbezirken gewählten Abgeordneten – John Rankin und Thomas Gerstle Abernethy – traten in einer Winner-take-all-Wahl gegeneinander an. Die Wahl wurde von dem ebenfalls der Demokratischen Partei angehörenden Abernethy gewonnen und Rankin zog sich daraufhin aus der Politik zurück.
Sein Grab befindet sich auf dem Greenwood Cemetery in West Point, Mississippi.